# Сара Рю
Сара Рю (англ. Sara Rue; нар. 26 січня 1979, Нью-Йорк, Нью-Йорк, США) — американська актриса, відома за роллю Кармен Феррарі в серіалі «Найкращі» і Клаудії Кейсі в сіткомі «Клава, давай!».

## Біографія
Сара Рю народилася 26 січня 1979 року в Нью-Йорку. Сара — старша з двох дочок своєї матері-актриси і батька-менеджера, тому про акторську професію вона дізналася ще в ранньому віці. У вісім років у Сари з'явився свій агент, який допоміг їй знятися в дебютному фільмі «Ракета Гібралтар» в ролі дочки героя Кевіна Спейсі. У 1990 році вона отримала першу телевізійну роль дочки Памели Рід — Едді в серіалі «Великий». У 1992 році вийшов фільм «Похорон Джека» з Бобом Госкінсом та Морін Степлтон. Далі пішов телевізійний серіал «Феном», в якому актриса пропрацювала з 1993 по 1994 рік.
Сім'я Рю переїхали до Лос-Анджелеса. Сара отримала постійну роль секретаря в серіалі «Незначне врегулювання», який приніс їй популярність у сезоні 1995—1996 років. Потім була роль Мелані в серіалі «Просте життя».
Однією з перших і великих ролей у великому кіно стала роль Віолет у 1999 році в картині «Змінне життя». У тому ж році Сара з'явилася в серіалі «Зоя, Дункан, Джек і Джейн», в якому грала негарну школярку в інвалідному кріслі. Наступною помітною роллю став молодіжний серіал «Найкращі», в якому актриса виконала роль товстушки Кармен Феррара. У 1999 році Сара знялася у фільмі «Карта світу», знятому за популярним романом Джейн Гамілтон, в якому вона зіграла роль співкамерниці Сігурні Вівер.
У 2001 році Сара отримала невелику роль медсестри у військовій драмі «Перл-Гарбор». У тому ж році Сара зіграла роль цілеспрямованої дівчини, що співає та пише пісні, фанатки Стіві Нікс у фільмі «Джипсі 83».
У 2002 році Сара була затверджена на головну роль у комедійному серіалі «Клава, давай!».
Сара знімалася в епізодах таких відомих серіалів, як «Два з половиною чоловіки», «Вілл і Грейс», «Чиказька надія», «Нед і Стейсі», «Перлина», «Швидка допомога», «Блоссом», «Розанна», «Теорія великого вибуху». Також Сара брала участь у різних ток-шоу.
У 2012—2013 роках вона знімалася в сіткомі «Кантрі в Малібу» з Рібою Макінтайр. У 2015 році вона знялася в серіалі «Самозванець».

## Особисте життя
У 2001—2007 роках була одружена з режисером, монтажером, сценаристом і продюсером Мішею Лівінґстоном.
З 21 травня 2011 року одружена вдруге зі вчителем Кевіном Прайсом, з яким вона зустрічалася чотири роки до їхнього весілля. У подружжя є дві дочки — Талула Рю Прайс (нар.09.02.2013) та Аделаїда Рю Прайс (нар. жовтень 2016).

## Фільмографія
- 1988 — Ракета «Гібралтар» / Rocket Gibraltar — Джессіка Генсон
- 1998 — Не можу дочекатися / can't Hardly Wait — випускниця
- 1999 — Карта світу / The map of the world — Деббі
- 1999—2001 — Найкращі (ТБ)/Popular — Кармен Феррара
- 2000 — Вілл і Грейс / Will and Grace — Джойс Адлер
- 2001 — Перл-Гарбор / Pearl Harbor — Марта
- 2001 — Джипсі 83 / Gypsy 83 — Джипсі Вейл
- 2002 — Клава, давай! / Less Than Perfect — Клаудіа Кейсі
- 2002 — Дзвінок / The ring — Няня
- 2006 — Ідіократія / Idiocracy — генеральний прокурор
- 2007 — Два з половиною чоловіки / Two and a Half Men — Наомі
- 2007 — Правила спільного життя / Rules of Engagement — Бренда
- 2007 — Медсестри / Nurses — Кріс Коренек
- 2007 — Приватна практика /Private Practice — Шира Коул
- 2008 — Теорія великого вибуху / The Big Bang Theory — Стефані
- 2008 — Кошмар в кінці коридору / Nightmare at the End of the Hall — Кортні
- 2008 — Противага / Leverage — Марісса Девінс
- 2009 — Іствік / Eastwick — Пенні Хіггінс
- 2009 — Зі шкільних років / Not Since You — Сара Дугінс
- 2010 — В ім'я Христа / For christ's Sake — Кенді
- 2010 — Мій майбутній бойфренд / My Future Boyfriend — Елізабет Барретт
- 2011 — Дорфман / Dorfman — Деб Дорман
- 2012 — Кантрі в Малібу / Malibu Country — Кім Селлінджер
- 2015 — Самозванець
- 2016 — Кістки / Bones — Карен Делс — фахівець з поведінки
- 2018 — Лемоні Снікет: 33 нещастя / A Series of Unfortunate Events — Олівія Калібан, бібліотекар Пруфрока
- 2020 — Американський пиріг представляє: Правила для дівчат / American Pie Presents: Girls' Rules — директор Елен Фішер